# 浅見ゴルフ倶楽部
浅見ゴルフ倶楽部（あさみゴルフくらぶ）は、茨城県水戸市杉崎町に広がるゴルフ場である。

## 概要
浅見ゴルフ倶楽部は、新たなゴルフ場建設に向け「太平土木株式会社」が中核となってゴルフ場経営に乗り出したことに始まる。コース名は「浅見カントリー倶楽部」、コース設計は浅見緑蔵が行い、1974年（昭和49年）9月19日、27ホール規模のゴルフ場が開場された。コース名は、日本プロゴルフの草分的存在の浅見緑蔵の名を冠としている。
その後、経営が太平土木株式会社となったが、1995年（平成7年）、不動産・建設資材卸メーカーの「達川グループ」の関連コースとなり、「星光開発株式会社」によって運営されている。2017年（平成29年）4月1日、ゴルフ場名を浅見カントリー倶楽部から「浅見ゴルフ倶楽部」に名称変更した。
また、日本のプロゴルフメジャー大会の1つ、日本プロゴルフ協会主催競技でもあり、日本選手権大会に相当する、日本プロゴルフ選手権大会などの大会開催の実績がある。

## 所在地
〒319-0306 茨城県水戸市杉崎町1916番地1

## コース情報
- 開場日 - 1974年9月19日
- 設計者 - 浅見緑蔵
- 面積 - 1,020,000m2（約30.8万坪）
- コースタイプ - 丘陵コース
- コース - 27ホールズ、パー108、10,414ヤード、コースレート 北・中コース71.5、中・南コース72.5、南・北コース72.5
- グリーン - 1グリーン、ベント
- フェアウエイ - コーライ
- ラフ - ノシバ
- ハザード - バンカーの97、池が絡むホール12
- プレースタイル - 乗用カート（5人乗り）、自走式、キャディ・セルフ選択可
- 練習場 - 25打席 210ヤード
- 休場日 - 元日のみ[2][3]

## ギャラリー
- コース - [4]
- ハウス - [5]

## 交通アクセス
- 鉄道 - JR東日本（常磐線・水戸線） - 友部駅よりタクシー利用 約10分
- 道路 - 常磐自動車道 - 水戸ICより 6km[6]

## メジャー選手権
- 1979年（昭和54年） - 第47回 日本プロゴルフ選手権大会開催[7]

## 関連文献
- 『ゴルフ場セミナー』、「クラブハウス探訪 浅見ゴルフ倶楽部（茨城県・27H） リニューアルで時代に合ったカジュアル感を出す」、東京 ゴルフダイジェスト社、2017年6月
- 『ゴルフ場セミナー』、「Course Report（VOL.239）浅見ゴルフ倶楽部（茨城県） 若年層や女性も取込める親切なゴルフ場を目指して」、東京 ゴルフダイジェスト社、2018年12月